# Dom Morris
Dominic Morris, detto Dom (Newark, 7 ottobre 1990), è un ex cestista statunitense.

## Palmarès
- Campionato svizzero: 1

Fribourg Olympic: 2020-21
- Supercoppa di Svizzera: 1

Fribourg Olympic: 2020